# Rachel McFarlane
Rachel McFarlane (nar. 1971) je britská zpěvačka. Začala zpívat ve věku dvanácti let v kostelním sboru.
V roce 1992 začala svou kariéru jako člen skupiny Dancehall / Rave Act The Family Foundation, která natočila singl "Express Yourself". Po skončení spolupráce se McFarlane v roce 1994 připojila k hudební skupině Loveland (s Markem Hadfieldem, Paulem Taylorem a Paulem Watermanem). Vystupovala v jejich skladbě "Let The Music Lift You Up", která dosáhla čísla 16 v UK Singles Chart. V témže roce natočila nahrávku "Turn Up The Power" s N-Trance.
V roce 1998 vydala svůj debutový singl "Lover", který se dostal do Top 40 ve Velké Británii. "Lover" byl také vydán v roce 2005 díky vydavateli All Around the World a opět se dostal do Top 40.
V roce 2004 nastoupila do skupiny LMC, kde natočila vokály pro svou skladbu "Take Me To The Clouds Above", která vyvrcholila na prvním místě v UK Chart. O dva roky později s LMC nahrála skladbu "You Get What You Give".
Také se objevila jako soudkyně v londýnské produkci Rock of Ages.

## Diskografie
| Rok  | Název                                        | Umělec           | Pozice v UK Chart |
| ---- | -------------------------------------------- | ---------------- | ----------------- |
| 1994 | "(Keep On) Shining" / "Hope (Never Give Up)" | Loveland         | #37               |
| 1994 | "Let The Music Lift You Up"                  | Loveland         | #16               |
| 1994 | "Turn Up The Power"                          | N-Trance         | #23               |
| 1995 | "I Need Somebody"                            | Loveland         | #21               |
| 1995 | "Don't Make Me Wait"                         | Loveland         | #22               |
| 1995 | "The Wonder of Love"                         | Loveland         | #53               |
| 1997 | "Lift Me Up"                                 | Gems for Jem     |                   |
| 1998 | "Lover"                                      | Rachel McFarlane | #38               |
| 2004 | "Take Me To The Clouds Above"                | LMC              | #1                |
| 2005 | "Lover" (re-recording)                       | Rachel McFarlane | #36               |
| 2006 | "You Get What You Give"                      | LMC              |                   |
| 2009 | "Don't Stop Me Now"                          | Side Effect      |                   |